# Seldschuken

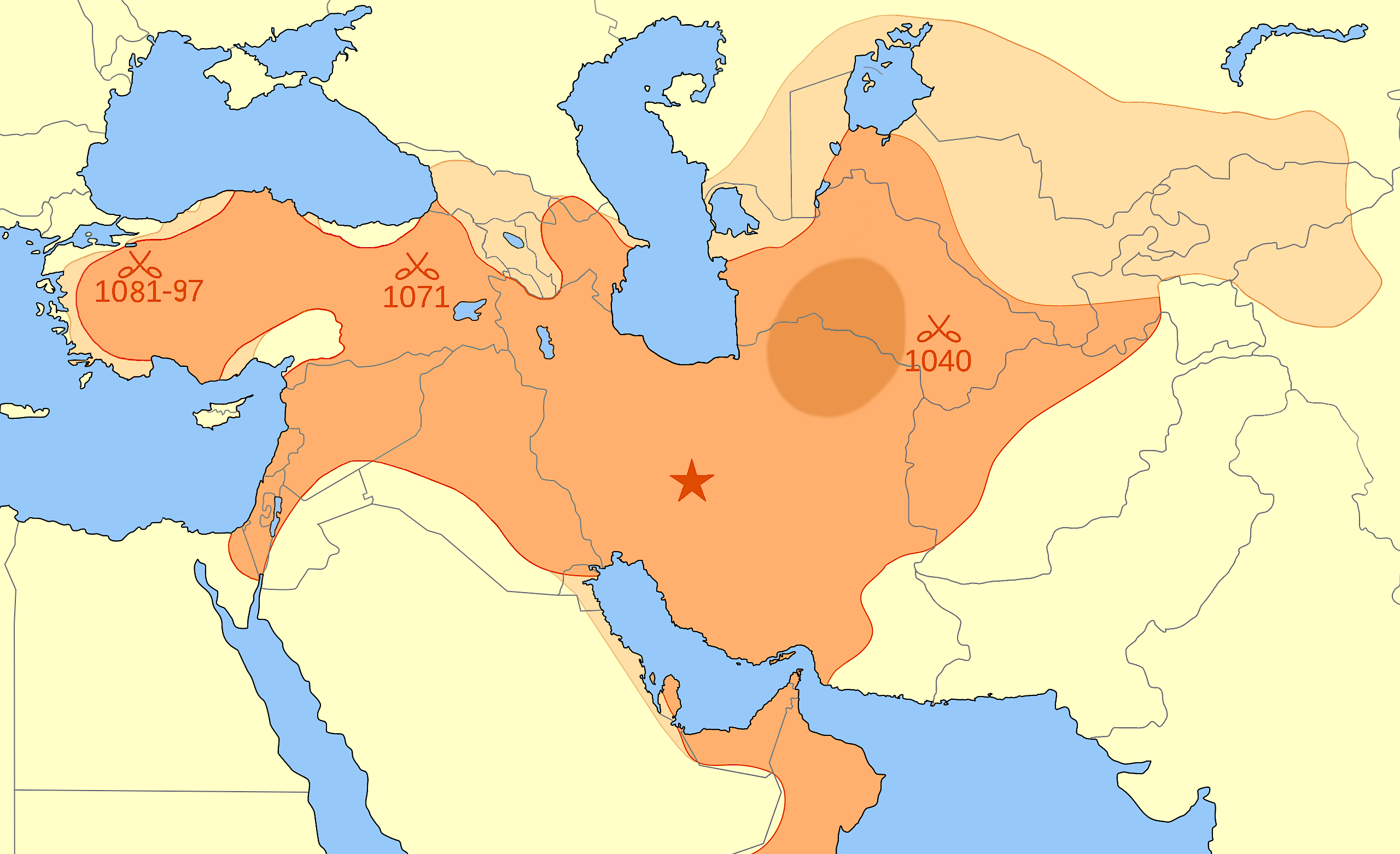
Reiche der Groß-, Rum- und Kerman-Seldschuken. Die hellere Färbung in Gelb (schwer erkennbar) zeigt indirekt beherrschte Gebiete wie das Reich der Karachaniden und Angriffsräume an, die dunklere das Ausgangsgebiet in Chorasan. Die Jahreszahlen zeigen die Schlachten von Dandanqan (1040), Manzikert (1071) und die Jahre der Kämpfe um die eroberte Stadt Iznik an.

Die Seldschuken, auch seldschukische Türken, Seldschuk-Türken oder Seldschuqen (türkisch Selçuklular, persisch سلجوقيان Saldschughiyan, DMG Salǧūqiyān, arabisch سلجوق Saldschuq, DMG Salǧūq, pl. السلاجقة as-Saladschiqa, DMG as-Salāǧiqa) waren eine von 1040 bis 1194 herrschende Fürstendynastie oghusischen Ursprungs, die das turko-persische Reich der Großseldschuken begründete, das sich über Mittelasien, Iran, den Irak, Syrien, Anatolien und Teile der Arabischen Halbinsel erstreckte und seine Blütezeit etwa zwischen 1047 und 1157 hatte.
Einige Seldschuken-Fürsten beherrschten das gesamte Großseldschukenreich, andere Teilgebiete wie Kerman und Syrien (bis zum Anfang des 12. Jahrhunderts) oder Anatolien (Sultanat von Rum bis zum Anfang des 14. Jahrhunderts).

Seldschukischer Doppeladler als Emblem der Dynastie

Die Seldschuken waren sunnitische Muslime und leiteten mit ihrem Sieg in der Schlacht von Manzikert im Jahr 1071 die Landnahme Anatoliens durch Turkvölker ein.

## Geschichte

### Aufstieg
Die Seldschuken waren ein Zweig des im 8. Jahrhundert in Transoxanien eingewanderten türkischen Stammesverbands der Oghusen, jener Nomaden, die noch im 10. Jahrhundert größtenteils in der heutigen Kasachensteppe umherzogen. Namensgeber der Dynastie war Seldschuk (um 1000), Khan des oghusischen Stammes der Kınık. Gegen Ende des 10. Jahrhunderts trat Seldschuk mit seinen Leuten zum Islam über. Er hatte vier Söhne, Mîkâ'îl, Isrâ'îl (oder Arslan), Mûsâ, und Yûnus. Bei den Auseinandersetzungen zwischen den türkischen Karachaniden und den persischen Samaniden spielten die Oghusen eine bedeutende Rolle, was zu politischen Spannungen unter den oghusischen Stämmen führte. Die zu Seldschuk gehörenden Nomaden und seine Krieger lösten sich aus dem Stammesverband der Oghusen und wanderten weiter. 1025 nahm Mahmud von Ghazni Seldschuks Sohn Arslan gefangen und nahm ihn als Geisel; dieser überlebte die Gefangenschaft nicht.
Unter den Söhnen Mîka'îls, Tughrul Beg (der Falke) und Tschaghri Beg brachten die Seldschuken 1034 Chorâsân unter ihre Herrschaft und verdrängten 1040 mit der siegreichen Schlacht von Dandanqan die Ghaznawiden. 1055 zog Tughrul in Bagdad ein und beendete die über hundertjährige Schutzherrschaft der Bujiden. Damit wurden die Seldschuken die neue Schutzmacht über das Abbasiden-Kalifat in Bagdad. Unter Tughrul Beg unterwarfen die Seldschuken große Teile Persiens und 1055 den Irak. Vom Kalifen in Bagdad erhielt er den Titel eines Sultans verliehen. Tughrul verlegte die Hauptstadt des seldschukischen Reiches nach Rey in der Nähe des heutigen Teheran.
Die Gründung des Reiches der Großseldschuken und die türkische Dominanz in der islamischen Welt markieren einen Wendepunkt in der Geschichte der islamischen Zivilisation und der muslimischen Völker. Zu einem Zeitpunkt, als die Welt des Islams an inneren und äußeren Krisen litt, stellten die Seldschuken die politische Einheit der islamischen Welt wieder her.

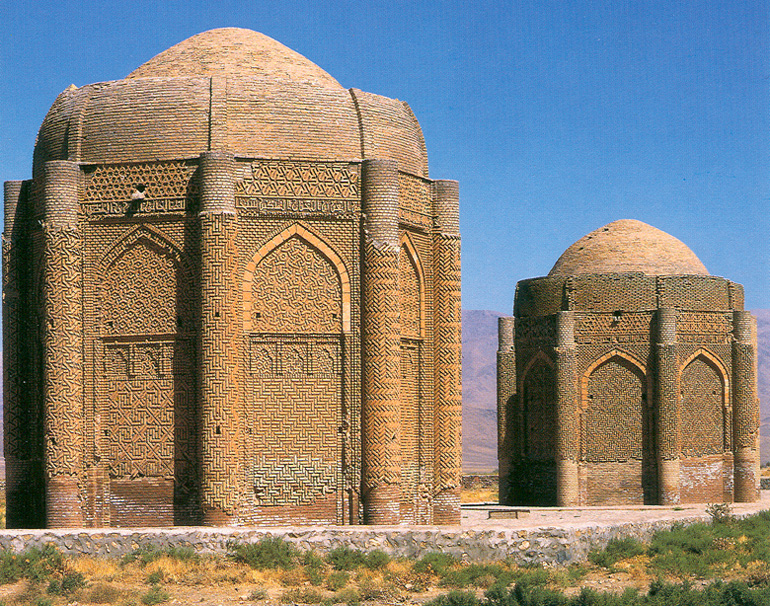
Charaghan-Türme, Grabstätten seldschukischer Prinzen, Iran, errichtet 1053

### Blüte
Alp Arslan (1063–1072) führte das Reich der Großseldschuken zum Höhepunkt seiner Macht. 1071 besiegte er in der Schlacht von Manzikert das Byzantinische Reich und leitete damit die türkische Besiedlung Anatoliens ein. Zwischen 1071 (Schlacht von Manzikert) und 1243 (Schlacht vom Köse Dağ) wanderten wellenweise verschiedene Turkvölker nach Anatolien ein. Ihre Zahl lässt sich nicht genau bestimmen. Es wird von einigen Hunderttausend ausgegangen. Sie bildeten nicht die ethnische Mehrheit in Anatolien, waren aber die einzige Gruppe, die sich über das gesamte Gebiet verteilt hatte. Die Landnahme Anatoliens durch die Seldschuken ab dem 11. Jahrhundert bildete den Gipfel der massiven Wanderungen der türkischen Völker, die ab dem 8. Jahrhundert erfolgten. Anatolien wurde in europäischen Quellen (erstmals in lateinischen) ab dem 12. Jahrhundert zur „Türkei“ (bzw. „Turchia“). Unter Alp Arslan, seinem Nachfolger Malik Şâh (1072–1092) und dem persischen Wesir Nezâm al-Molk erreichte das Sultanat seinen politischen und kulturellen Höhepunkt.

### Untergang

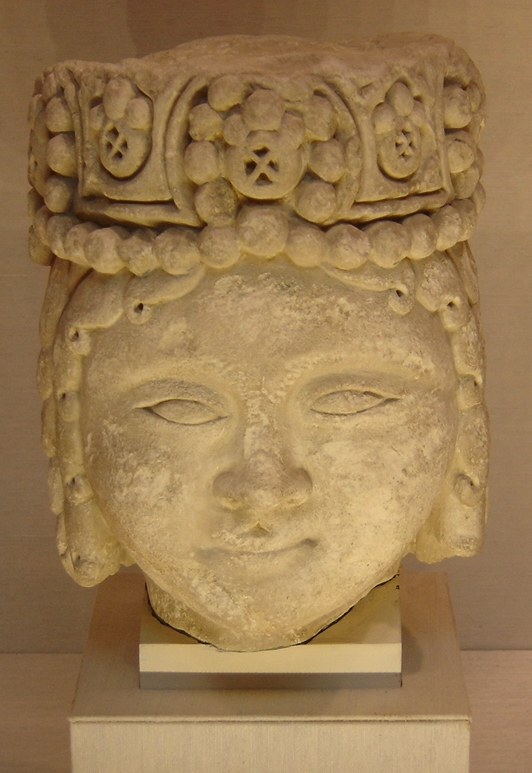
Seldschukische Büste, 12./13. Jahrhundert, Fundort Iran, New York Metropolitan Museum of Art

Mit der Ermordung des Wesirs Nezâm al-Molk durch die Assassinen und dem Tod von Sultan Malik-Schah (1092) brachen bald Thronkämpfe innerhalb der Seldschuken aus. Diese führten 1118 zur Teilung des Reiches in Khorasan/Transoxanien und die beiden Irak (auf dem Gebiet des westlichen Irans und des Irak gelegen). Im 11. Jahrhundert entstand in Anatolien – mit der Hauptstadt Konya – das Sultanat der anatolischen Seldschuken.
Unter dem in Khorasan regierenden Sultan Sandschar (1118–1157), Sohn Malik-Schahs II., hatte die Seldschukenherrschaft eine letzte Blüte. Allerdings erlitt er 1141 bei Samarkand eine Niederlage gegen die Kara Kitai, wurde wenig später gestürzt und versuchte bis zu seinem Tod vergeblich, das Seldschukenreich wieder aufzurichten. Die Choresm-Schahs traten mit Söldnern der Kyptschaken und Oghusen sein Erbe an, eroberten bis Ende des 12. Jahrhunderts Mittelasien und Iran. 1194 beseitigten sie den letzten Seldschukenherrscher von Rey. In Anatolien gerieten die Rum-Seldschuken nach 1243 unter die Herrschaft der Ilchane; ihr Sultanat von Konya löste sich bis 1307 auf. Die aufstrebenden Osmanen traten zu Beginn des 14. Jahrhunderts das Erbe der Seldschuken in Anatolien an.

## Organisation
Abstufung der Macht:
- Sultān (selbständige Herrscher unter der Autorität des Kalifen)
- Wazīr
- Amīr (Heerführer)
- einheimische Adelige

Die seldschukischen Türken, die aus Zentralasien kamen, wussten das Beste aus den bereits existierenden Verwaltungsstrukturen zu machen. Die Etablierung des Seldschukenreichs brachte unter anderem die Entthronung der arabischen Sprache als alleinige Lingua franca im Nahen Osten mit sich, da die Seldschuken, die kein eigenes hochentwickeltes türkisches Kultur- oder Literaturerbe mitbrachten, das Kultur- und Literaturerbe Persiens übernahmen, so dass die persische Sprache zu ihrer Verwaltungs- und Kultursprache wurde. Dadurch trugen sie erheblich zur Verbreitung der persischen Sprache und Kultur in der Region bei. Die persische Kultur der Rum-Seldschuken in Anatolien gilt als besonders prächtig.
Erst seit dem Zerfall der seldschukischen Zentralmacht im 14. Jahrhundert entwickelte sich die türkische Sprache schrittweise als parallele Sprache in Regierungskreisen und in der Literatur. Die persische Prägung der osmanischen Zivilisation sollte noch bis ins 19. Jahrhundert stark bleiben.
Die Politik der Seldschuken wurde maßgeblich durch zwei Faktoren bestimmt:
1. die Wünsche und Bedürfnisse des Sultāns und die seiner Berater und Administratoren auf der einen Seite,
2. die Bedürfnisse der turkmenischen Nomaden, die weiterhin einen wichtigen Teil der seldschukischen Streitmacht stellten, auf der anderen Seite.

Die mühevolle Balance zwischen persisch-islamischen und türkisch-nomadischen Elementen konnte Konflikte nicht verhindern. Vor allem im Osten der persischen Welt, und ganz besonders in Transoxanien, gab es nach dem Zusammenbruch der Samaniden und Ghaznawiden, zumindest anfänglich, eine deutliche Dezentralisation der Macht und einen Rückfall in Richtung feudaler Strukturen. Die Seldschuken herrschten über ein Reich ohne feste Grenzen, und so konnte es auch vorkommen, dass bestimmte Gebiete in bestimmten Zeiten an die einheimischen Stämme zurückgegeben oder verkauft wurden. In der Regel durften in den Peripherien des Reiches die lokalen Fürsten und Prinzen als feudale Herren weiterherrschen. Sie waren dem seldschukischen Sultan aber tributpflichtig.

## Kultur

### Sprache
Die Seldschuken pflegten vor allem in der Frühzeit die nomadischen Traditionen ihrer oghusischen Vorfahren, die sie aber nach der Bekehrung zum Islam größtenteils aufgaben. Obwohl sich die türkischen Seldschuken als aufstrebende Großmacht im Laufe der Zeit aufgrund der Etabliertheit der persischen Schriftsprache in der islamischen Welt zunehmend iranisierten, konnten sich dennoch, insbesondere unter der nomadisch lebenden Bevölkerung außerhalb der Städte, türkische Traditionen und Mundarten aufgrund ihrer oghusischen (türkischen) Vergangenheit lange erhalten. Hofsprache der Seldschuken war nach Dynastiegründung das Persische, das sie schon zu Beginn angenommen hatten.

### Kunst

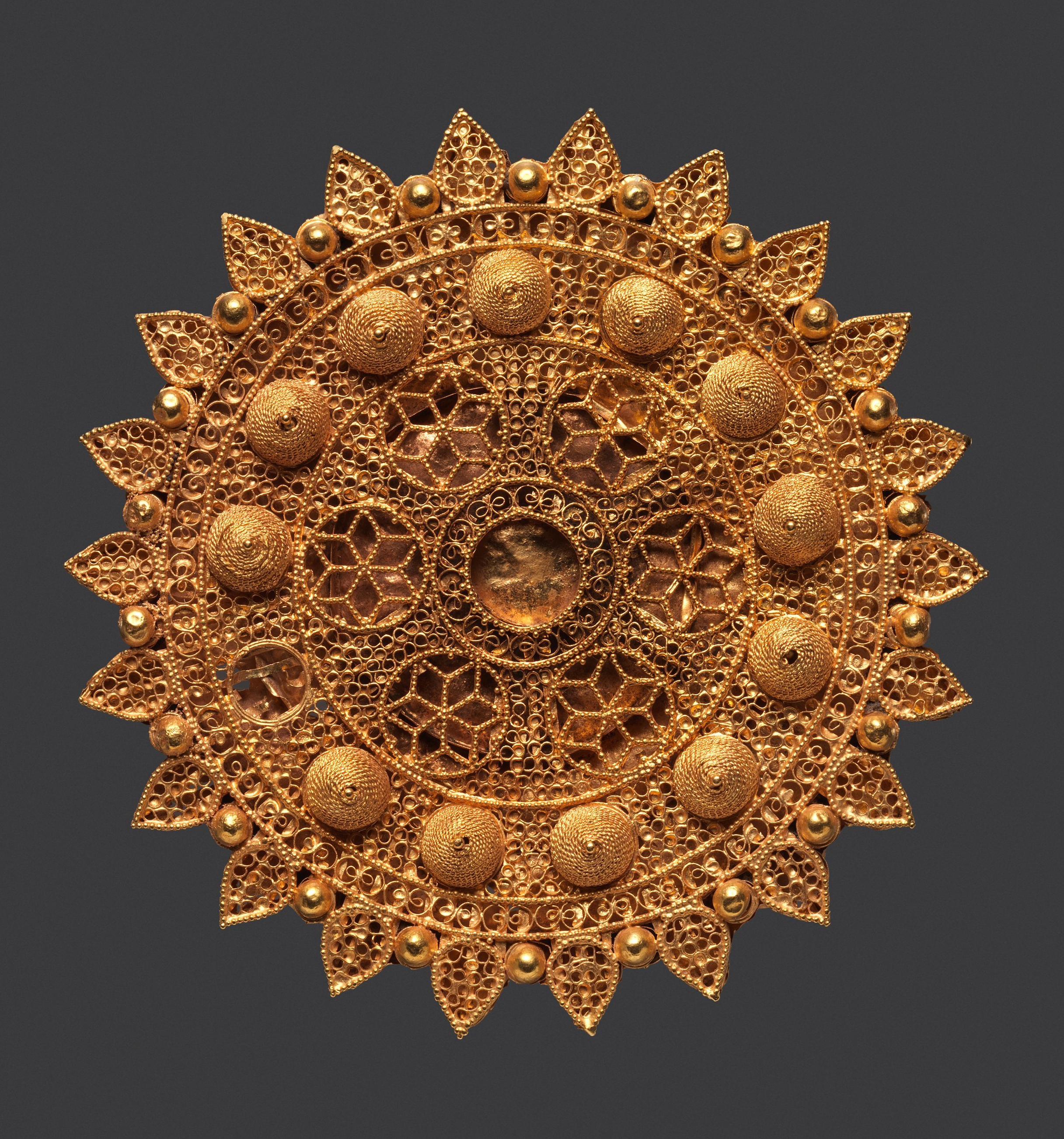
Goldenes Schmuckstück, 11. Jahrhundert, Iran

Die Bedeutung der seldschukischen Kunst im größeren Kontext der islamischen Kunst liegt vor allem darin, dass sie die dominierende Rolle Persiens etablierte, die vergleichbar ist mit der Rolle Italiens in der europäischen Kunst, und damit auch die Entwicklung der persischen Kunst späterer Jahrhunderte prägte.
Darstellungen von weltlichen, mythologischen oder hybriden Tieren auf Objekten war besonders beliebt. Die Seldschukisch-Persische Kunst dieser Zeit machte oft von Tierkampfmotiven gebrauch. Harpyien (geflügelte Geschöpfe mit dem Gesicht eines Menschen) und Sphinxe (Kreatur mit dem Körper eines Löwen, dem Gesicht eines Menschen und Flügeln) erscheinen häufig. Aus diesem Kontext wurde etwa der doppelköpfige Adler zum Sinnbild für Seldschukische Staaten. Des Weiteren fanden höfische Szenen und astronomische Konstellationen eine weite Verwendung.
Dekorationen auf Holz, Metallen oder etwa Marmor gehen dem Versuch ein, so viel Fläche wie möglich einzunehmen, meist im arabesken Stil. Auch ineinander verkeilte Sternenmotive und Inschriften sind nicht unüblich. Beispiele der seldschukischen Holzkunst sind kaum erhalten. Metallkunst aus der Sedlschukenzeit ist vor allem in den östlichen Provinzen vertreten, während Einlegearbeiten auf Silber und Gold im 12. Jahrhundert populär wurden und sich über Persien nach Syrien verbreiteten.

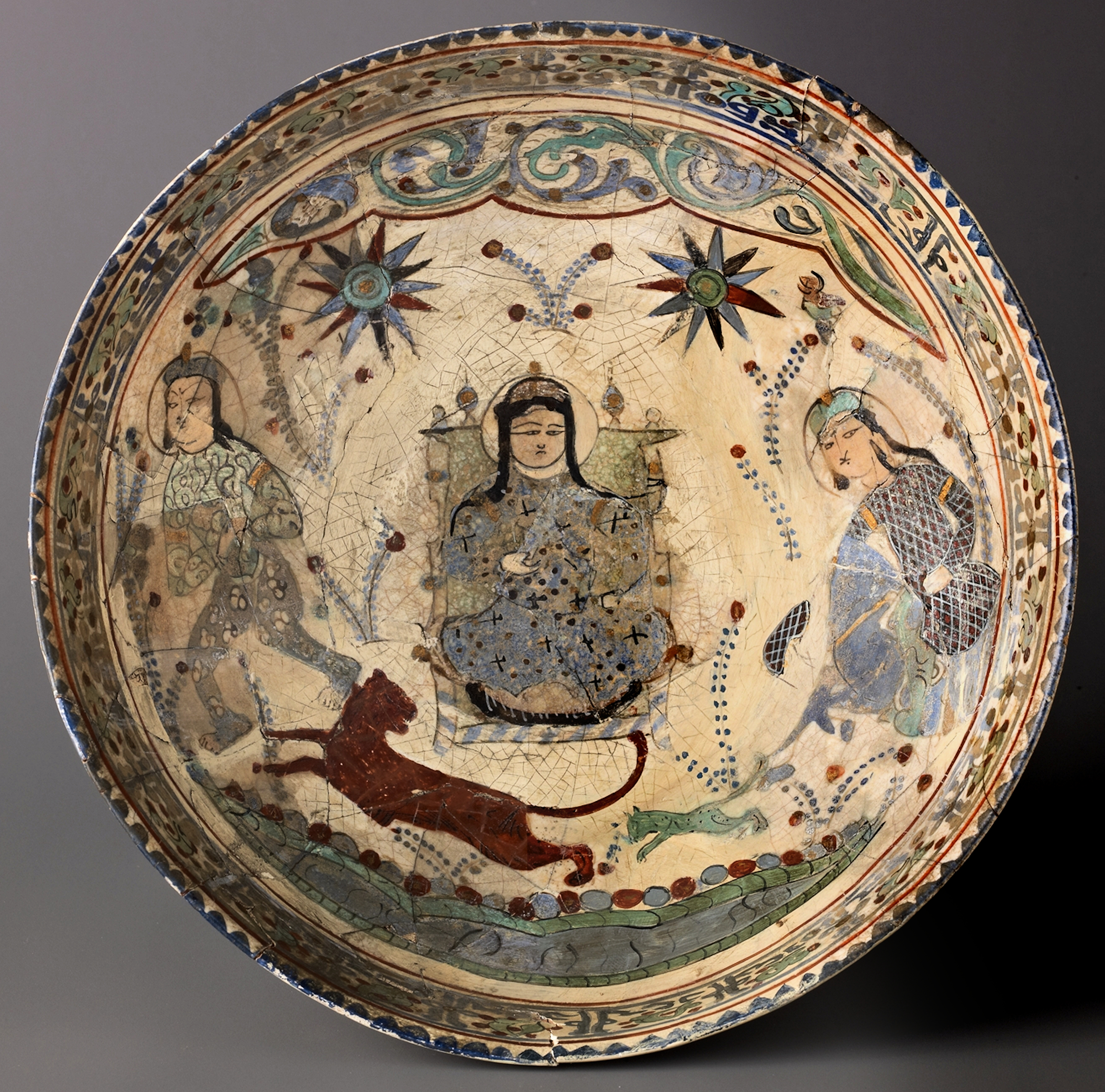
Mina´i-Schale, thronende Figur, 12./13. Jahrhundert, Iran

Besonders berühmt ist die Fliesen-,Keramik- und Schalenproduktion. Die Keramik aus der Seldschukenzeit zeichnet sich durch die damaligen Fortschritte in Technik, Entwürfen und  Gestaltung aus. Bis zum frühen 12. Jahrhundert dominieren jedoch einfache Tongefäße, gelegentlich mit Glasurdekoration. Später gab es bedeutende Veränderungen der Formen sowie der Glasur und der bemalten Dekoration. Fliesen wurden nun häufig als Wanddekoration verwendet. Ab dem späten 12. Jahrhundert wurde Kāšān ein bekanntes Produktionszentrum und gab somit den glasierten Fliesen (kāši) ihren Stilnamen.
Noch luxuriöser als diese erwähnten Lüsterwaren, ist die sogenannte Mināʾi-Keramik, mit mehrfarbigen bemalten oder vergoldeten Verzierungen auf cremeweißem, hellblauem oder grün glasiertem Untergrund. Figürliche Darstellungen dominieren. Die Figuren sind normalerweise klein gehalten, sodass narrative Inhalte (aus historischen oder epischen Erzählungen wie dem Schahname) dargestellt werden können.

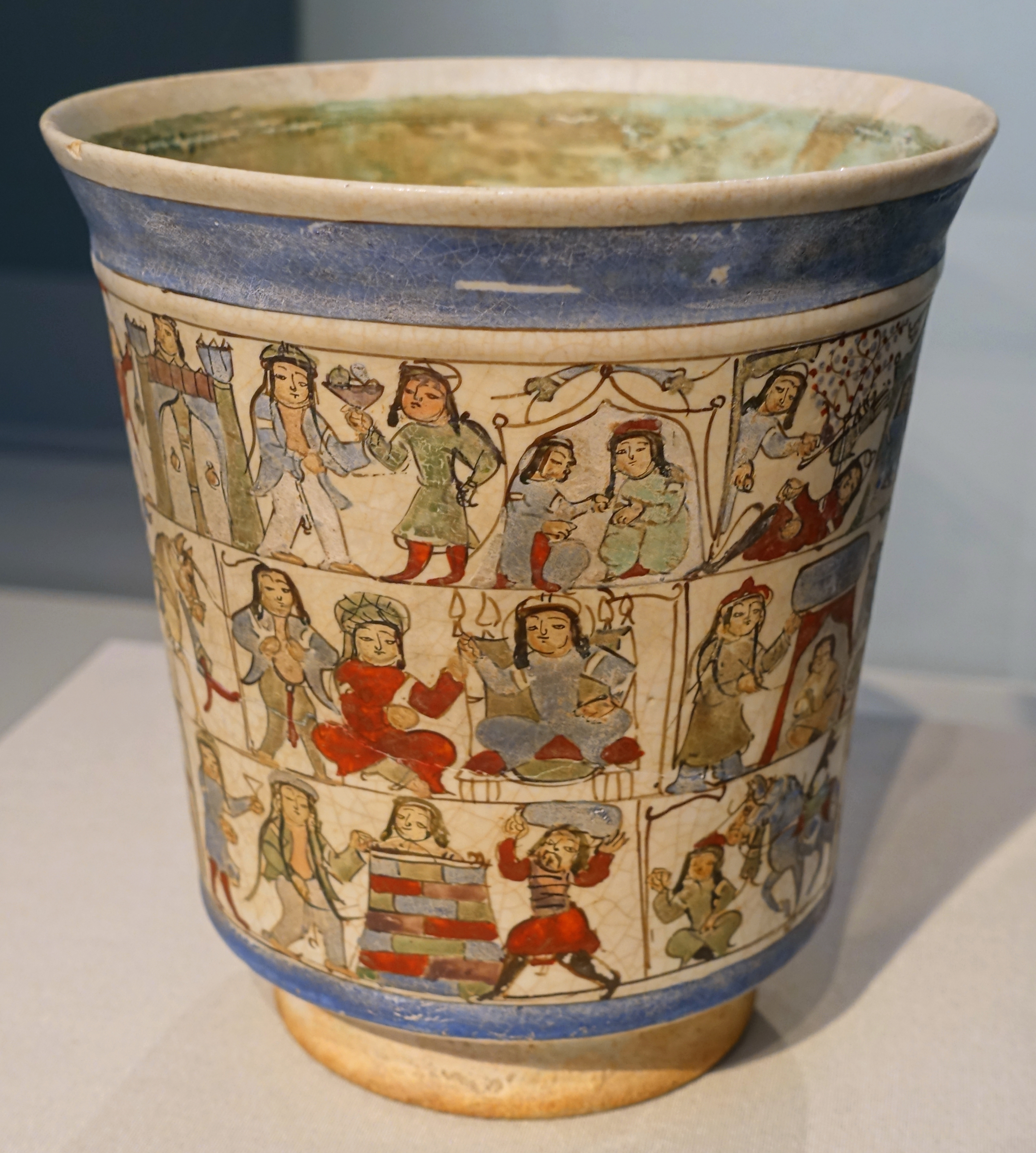
Szenen aus Bijan und Manijeh,Schahnameh von Ferdausi, im Freer Gallery, Washington D.C.

Die Anfänge der Miniaturmalerei im frühen 13. Jahrhundert lässt sich durch das berühmte Exemplar Warqa und Gulschah erkennen. Szenen mit mehreren Figuren sind häufig in einem horizontalen Streifen und einer flachen Ebene angeordnet. Was den figürlichen Stil und die räumliche Organisation angeht, so zeigen die Illustrationen einige Ähnlichkeiten zu den Illustrationen auf die Mināʾi-Keramik. Ein Beispiel wäre der in der Freer Gallery ausgestellte Glockenbecher (s.Bild).
Nach dem Niedergang des Abbasidenreichs im frühen zehnten Jahrhundert erlebte Iran eine Renaissance präislamischer, sassanidischer und sogar sogdischer Abbildungen des Königtums. Dieser Stil sollte ein wohlwollendes Licht auf die neue Dynastien iranischen und eben auch turkomanischen Ursprungs werfen, die als Wiederbeleber vergangener ruhmreicher Zeiten inszeniert wurden. Die seldschukischen Herrscher sind jedoch nicht dafür bekannt, zu ihrer Zeit in irgendeinem Medium dargestellt worden zu sein. Ihre Herrschaft wurde hauptsächlich über ihre Namen und Titel ausgedrückt und gepriesen, die auf Münzen geprägt oder in den von ihnen oder ihren Vassalen in Auftrag gegebenen Gebäuden eingraviert waren. Um die Autorität der Herrscher zu symbolisieren, wurden im elften Jahrhundert Darstellungen der Ehrengarden mit Waffen und im folgenden Jahrhundert ihrer Emire oder Wesire verwendet. Darüber hinaus stellten Darstellungen von Hofbeamten, einschließlich Musiker und Tänzer, den Luxus am Hof des Herrschers hervor. Solche Darstellungen sind typisch für Stuck-Figuren, die in den kaum erhaltenden Palästen der Seldschuken aufgestellt worden sind.

### Architektur

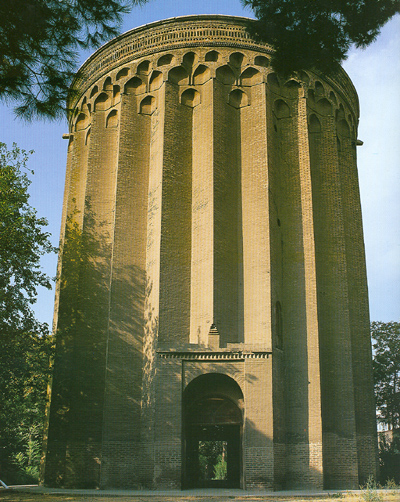
Toghrul-Turm: Im Andenken und als Grabstätte Toghrul Begs, dem Begründer des Reiches, im 12. Jahrhundert südlich des heutigen Teheran errichtet

Die noch bestehenden Gebäude aus der Seldschukenzeit werden von Moscheen, Minaretten und Mausoleen dominiert. Säkulare Architektur wird hauptsächlich durch Karawansereien und seltener auch durch Paläste repräsentiert. In großen Zentren wie Bagdad, Ray, Merw und Nischapur wurden viele Strukturen in den späten Seldschuk- und frühen Mongolenzeiten weitgehend zerstört. Verschiedene Gebäudeklassen unterlagen tiefgreifenden Veränderungen, und neue Klassen entstanden. Die Moschee erhielt ihre „kanonische“ Form, die für mehrere Jahrhunderte in Gebrauch blieb. Minarette und Mausoleen wurden vermehrt als Zeichen religiöser Hingabe erbaut. Die angewendeten Techniken und Gestaltungsprinzipien blieben größtenteils im Rahmen regionaler Traditionen und Materialien. Gebrannter Ziegel wurde meist für herausragende und strukturell wichtige Teile der Gebäude verwendet, während Lehmziegel auf einfache Wände beschränkt blieben. Stein wurde nur an wenigen Orten verwendet.
Die persische Vorstellung eines Gebäudes als Zusammensetzung einer Masse, und nicht von verschiedenen strukturellen Elementen, ist in seldschukischer Architektur zu erkennen. Dennoch ist diese „Masse“ einigermaßen skulpturel gestaltet, wie beispielsweise an der Fassade des Gonbad-e ʿAlaviyān in Hamadan. Insgesamt blieb die Silhouette der Gebäude eher kompakt.